# Luis Suárez Miramontes
Luis Suárez Miramontes (La Coruña, España; 2 de mayo de 1935-Milán, Italia; 9 de julio de 2023) fue un futbolista y entrenador español. Se le reconocía como una de las mayores figuras del fútbol español en el siglo XX, siendo apodado como «El Arquitecto», fue el ganador del Balón de Oro en la edición de 1960, y Balón de Plata en 1961 y 1964. 
Inició su carrera en el Deportivo de La Coruña, donde jugaba como centrocampista izquierdo. En 1954 fue contratado por el F. C. Barcelona, en el que permaneció siete temporadas y donde conquistó dos Ligas de España, dos Copas de España y dos Copas de Ferias. En 1961 fue uno de los primeros españoles en fichar por un equipo extranjero, el Inter de Milán, fue un traspaso que en su época fue el más caro de la historia del fútbol, y desarrolló una prolífica carrera con dos Copas de Europa (1964 y 1965) y tres Serie A a lo largo de nueve temporadas. Entre 1970 y 1973 jugó para la U. C. Sampdoria, retirándose a los 38 años.
A nivel internacional, ha sido convocado por la selección española en 32 ocasiones, marcando catorce goles. Formó parte del plantel que ganó la Eurocopa 1964 y jugó las Copas Mundiales de 1962 y 1966.
Después de colgar las botas, se estableció en Italia como entrenador para distintos clubes de la Serie A y regresó a España en 1978 para dirigir al Deportivo de La Coruña. Al año siguiente fue contratado por la Real Federación Española de Fútbol: ha sido director técnico de las categorías inferiores desde 1980 hasta 1988, conquistando la Eurocopa Sub-21 de 1986, y seleccionador absoluto desde 1988 hasta 1991.
Luis Suárez fue el primer español de nacimiento en ganar el Balón de Oro. Durante 61 años fue la única persona española en conseguirlo hasta la victoria de Alexia Putellas y de Aitana Bonmatí en la categoría femenina de 2021, 2023 y 2024 y en la categoría masculina con la victoria de Rodri Hernández.

## Trayectoria
Nació en la ciudad de La Coruña, en la avenida de Hércules, del barrio de Monte Alto. Era hermano del también futbolista José Suárez Miramontes.

### Jugador
Sus primeros pasos en el fútbol los dio en el equipo Perseverancia, de la parroquia de Santo Tomás. Su primer equipo profesional fue el Real Club Deportivo de La Coruña, con el que debutó en 1953.

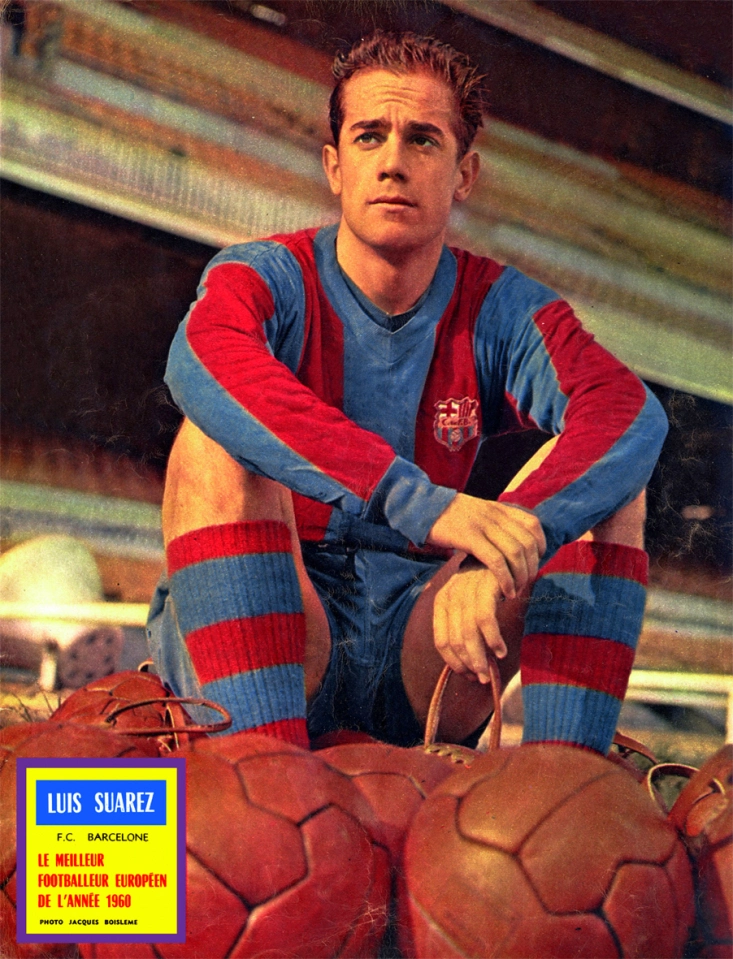
Luis Suárez Miramontes, el primer jugador del Barcelona en ganar el Balón de Oro, en 1960.

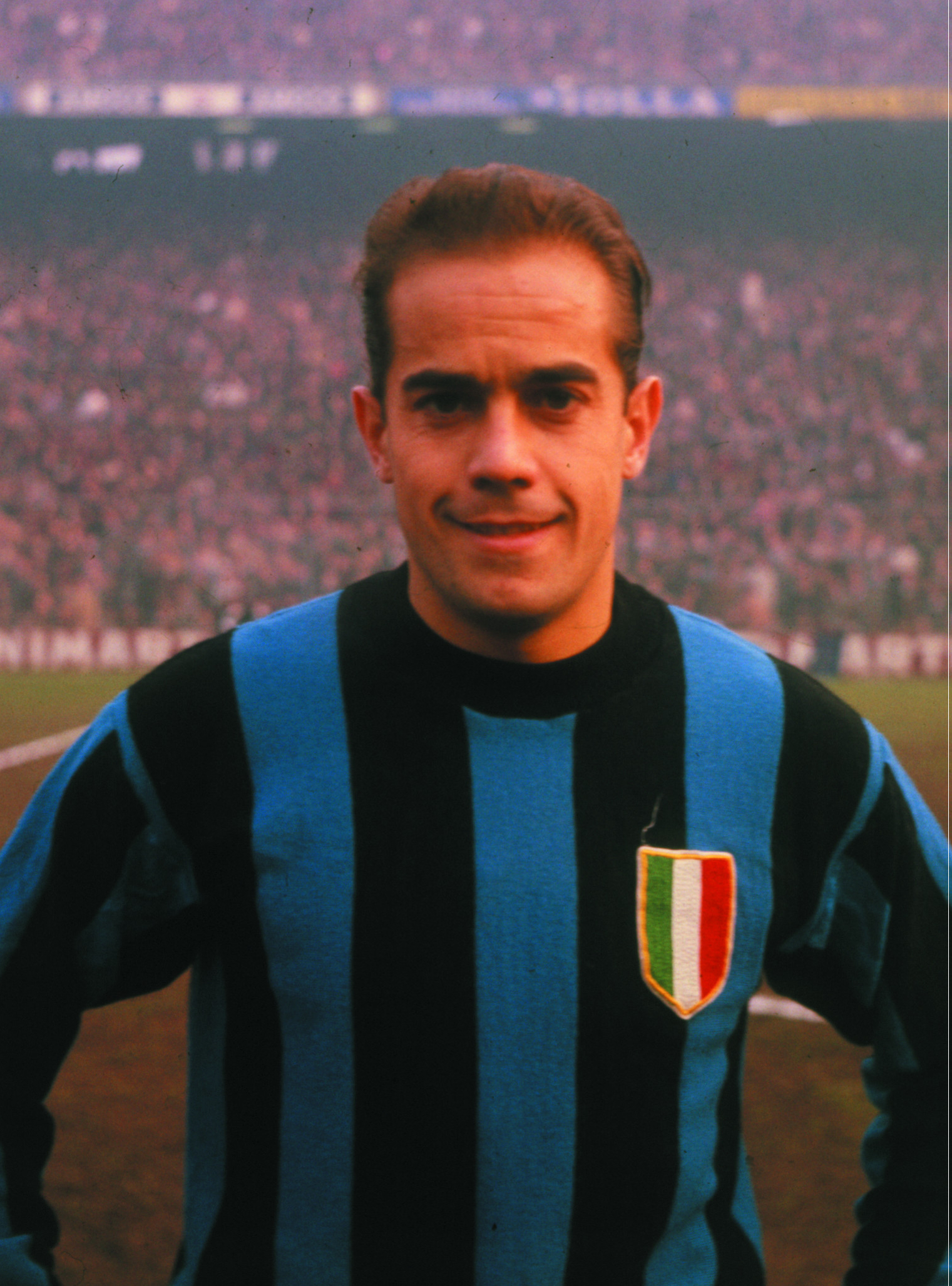
Suárez con la camiseta del «Grande Inter»

En 1954 fue traspasado al Barcelona, en el que disputó siete temporadas en las que conquistó seis títulos: dos Ligas Españolas, dos Copas de España y dos Copas de Ferias, así como el Balón de Oro de 1960. Su último partido con la camiseta azulgrana fue la final de Copa de Europa de 1961 disputada en Berna, Suiza (primera final disputada por el club en esta competición), con resultado de Benfica 3–2 Barcelona.

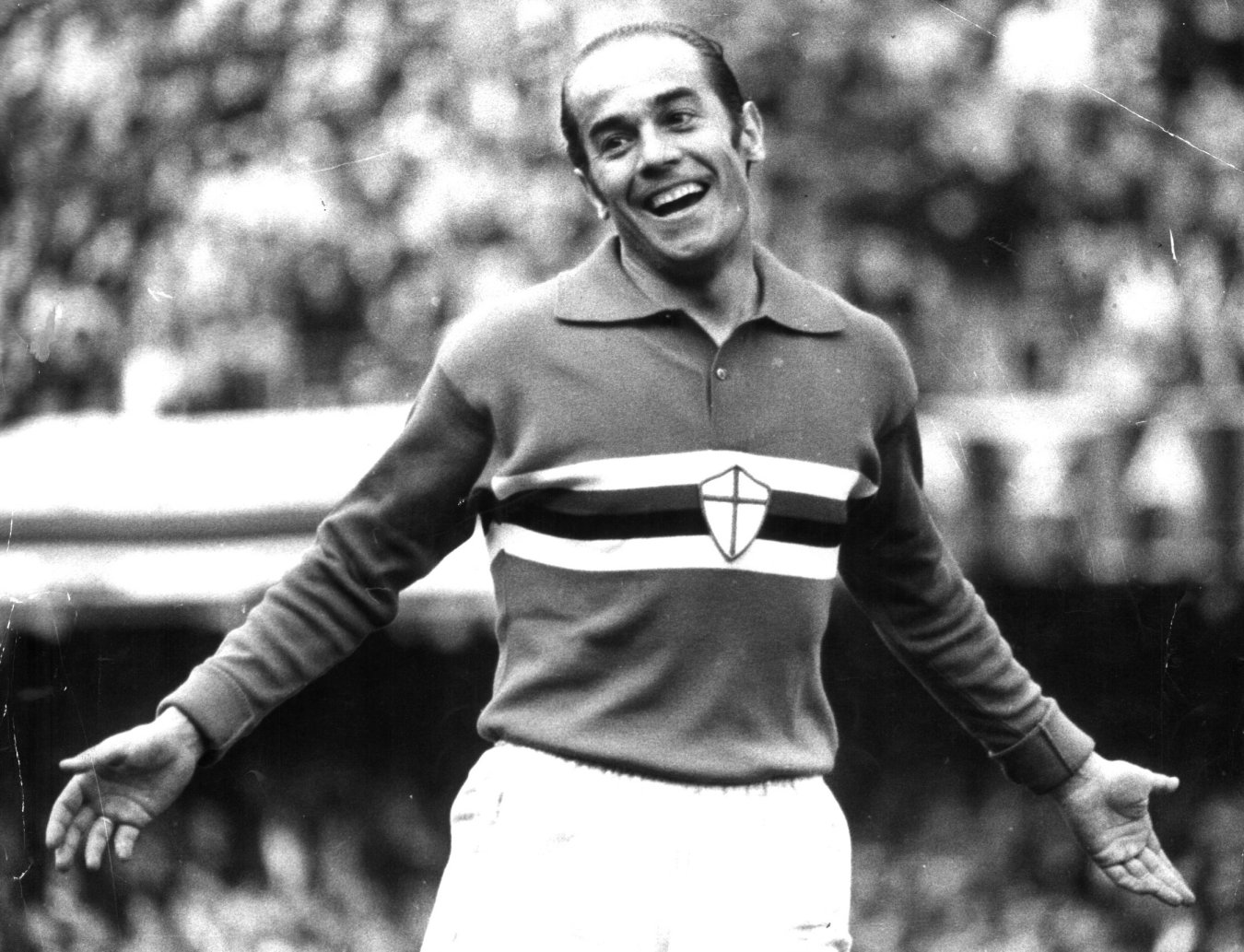
Suárez en la Sampdoria

En 1961 fue traspasado al Inter de Milán, convirtiéndose en el primer futbolista español en ser fichado por un club italiano. Su traspaso fue el más caro de la historia del fútbol hasta esa fecha y se realizó por el equivalente en la época de 204.000 euros. En el Inter de Milán disputó diez temporadas, y conquistó bajo las órdenes del entrenador Helenio Herrera, principal artífice de su fichaje por el club lombardo, siete títulos repartidos en tres Scudetti o ligas italianas, dos Copas de Europa y dos Intercontinentales consecutivas, quedando para la historia el sobrenombre «Grande Inter» sobrenombre con que el equipo nerazurri comenzó a ser otro "grande europeo".

#### Internacional absoluto
Debutó con la Selección de España el 30 de enero de 1957 en el Estadio Santiago Bernabéu ante Holanda, a que se impusieron por 5–1. En total, fue internacional en 32 ocasiones, marcando 13 tantos y fue uno de los baluartes del primer gran éxito obtenido por la selección, con el triunfo en la Eurocopa 1964, celebrada en España.

### Entrenador
Debutó como primer entrenador en 1974 en el Internazionale, al que dirigió la temporada 1974-75. Su debut en los banquillos en España, fue en la temporada 1978/79, en la que dirigió al Deportivo de La Coruña que militaba en Segunda División. Llegó al club en la jornada 10 tras la destitución del anterior entrenador, no logrando el objetivo del ascenso, por lo que no renovó a final de temporada.

#### Seleccionador nacional
En 1980, la Real Federación Española de Fútbol lo nombra director técnico de las categorías inferiores de la selección española y seleccionador de la sub-21, con el que logra hacerse con el Europeo de 1986. Permanece en el cargo desde 1980 hasta 1988, año en el que es nombrado seleccionador nacional de la absoluta.
Fue seleccionador nacional de 1988 a 1991, logrando la clasificación de manera brillante para el Mundial de Italia 1990, en el que España es eliminada en octavos de final. Tras el Mundial, la irregular fase de clasificación para la Eurocopa 1992, provoca las críticas de la prensa de forma generalizada, desencadenando en el cese de su cargo el 29 de abril de 1991. Vicente Miera toma el relevo al frente del combinado nacional, pero no consigue clasificar a España para la Eurocopa 1992, el último gran torneo hasta la fecha que se pierde el combinado español.

## Récords y otros datos
- Es el primer futbolista masculino español de nacimiento que ha sido distinguido con el Balón de Oro, ganado en 1960 con el FC Barcelona. Además, estuvo nominado al galardón ocho veces consecutivas entre 1958 y 1965.
- En 1961, su traspaso del Barcelona al Inter de Milán por 250 millones de liras, fue el más caro de la historia hasta esa fecha, el equivalente a 204,000 euros.
- Fue junto a Chus Pereda el primer futbolista de la historia en ser campeón de la Copa de Europa y de la Eurocopa, y uno de los tres españoles hasta la actualidad (junto a Fernando Torres y Juan Mata) (y posteriormente Carvajal, Nacho, Joselu) en lograrlo en la misma temporada (Copa de Europa 1964 y Eurocopa 1964). Este hito, además, fue logrado por los holandeses Hans Van Breukelen, Berry Van Aerle, Ronald Koeman, Gerald Vanenburg y Wim Kieft (PSV Eindhoven), en 1988, los franceses Nicolás Anelka y Christian Karembeu (Real Madrid), en 2000 y los portugueses Cristiano Ronaldo y Pepe (Real Madrid), en 2016.
- Fue el único futbolista español en lograr de manera consecutiva, dos Copas de Europa y dos Copas Intercontinentales (temporadas 1963/64 y 1964/65),[9] hasta que tras la desaparición del torneo intercontinental, la hazaña fue igualada por Marco Asensio (temporadas 2016-17 y 2017-18) y superada por Dani Carvajal, Sergio Ramos, Nacho Fernández, Kiko Casilla, Lucas Vázquez e Isco Alarcón al lograr tres Copas de Europa y tres Mundiales de Clubes (temporadas 2015-16, 2016-17 y 2017-18).
- Desempeñó el cargo de secretario técnico del Inter de Milán entre 1995 y 2002, siendo uno de los principales artífices de los fichajes de Iván Zamorano y Ronaldo Nazario por el club lombardo en 1996 y 1997, respectivamente.[10][11]
- A su homónimo uruguayo Luis Alberto Suárez, actual jugador del Inter de Miami, le nombraron así en honor al futbolista español.[12]

## Estadísticas

### Clubes

#### Como jugador
Actualizado a fin de carrera deportiva.
| R. C. D. La Coruña · España | 1.ª           | 1953-54       | 17  | 3   | -  | -  | -  | -  | 17  | 3   | 0.18 |
| C. F. Barcelona · España | 1.ª           | 1953-54       | -   | -   | 7  | -  | -  | -  | 7   | 0   | 0    |
| C. F. Barcelona · España | 1.ª           | 1954-55       | 6   | 3   | 1  | 1  | -  | -  | 7   | 4   | 0.57 |
| S. D. La España Industrial · España | 2.ª           | 1954-55       | 8   | 7   | -  | -  | -  | -  | 8   | 7   | 0.88 |
| C. F. Barcelona · España | 1.ª           | 1955-56       | 17  | 5   | 2  | -  | -  | -  | 19  | 5   | 0.26 |
| C. F. Barcelona · España | 1.ª           | 1956-57       | 21  | 13  | 2  | -  | -  | -  | 23  | 13  | 0.57 |
| C. F. Barcelona · España | 1.ª           | 1957-58       | 12  | 2   | 6  | 5  | 2  | 2  | 20  | 9   | 0.45 |
| C. F. Barcelona · España | 1.ª           | 1958-59       | 26  | 14  | 9  | 6  | 1  | -  | 36  | 20  | 0.56 |
| C. F. Barcelona · España | 1.ª           | 1959-60       | 23  | 13  | 2  | -  | 11 | 1  | 36  | 14  | 0.39 |
| C. F. Barcelona · España | 1.ª           | 1960-61       | 17  | 10  | -  | -  | 11 | 5  | 28  | 15  | 0.54 |
| C. F. Barcelona · España | Total club    | Total club    | 122 | 60  | 29 | 12 | 25 | 8  | 176 | 80  | 0.45 |
| Inter de Milán · Italia | 1.ª           | 1961-62       | 27  | 11  | -  | -  | 5  | 4  | 32  | 15  | 0.47 |
| Inter de Milán · Italia | 1.ª           | 1962-63       | 29  | 8   | 1  | -  | -  | -  | 30  | 8   | 0.27 |
| Inter de Milán · Italia | 1.ª           | 1963-64       | 26  | 3   | 1  | -  | 9  | 1  | 36  | 4   | 0.11 |
| Inter de Milán · Italia | 1.ª           | 1964-65       | 29  | 8   | 3  | 1  | 12 | 2  | 44  | 11  | 0.25 |
| Inter de Milán · Italia | 1.ª           | 1965-66       | 27  | 5   | 2  | -  | 9  | -  | 38  | 5   | 0.13 |
| Inter de Milán · Italia | 1.ª           | 1966-67       | 32  | 3   | 2  | 1  | 9  | 1  | 43  | 5   | 0.12 |
| Inter de Milán · Italia | 1.ª           | 1967-68       | 29  | 2   | 9  | 1  | -  | -  | 38  | 3   | 0.08 |
| Inter de Milán · Italia | 1.ª           | 1968-69       | 29  | 1   | -  | -  | -  | -  | 29  | 1   | 0.03 |
| Inter de Milán · Italia | 1.ª           | 1969-70       | 28  | 1   | 5  | 1  | 10 | 1  | 43  | 3   | 0.07 |
| Inter de Milán · Italia | Total club    | Total club    | 256 | 42  | 23 | 4  | 49 | 9  | 333 | 55  | 0.17 |
| U. C. Sampdoria · Italia | 1.ª           | 1970-71       | 28  | 5   | 3  | 2  | -  | -  | 31  | 7   | 0.23 |
| U. C. Sampdoria · Italia | 1.ª           | 1971-72       | 27  | 4   | 4  | 1  | -  | -  | 31  | 5   | 0.16 |
| U. C. Sampdoria · Italia | 1.ª           | 1972-73       | 8   | -   | 3  | 1  | -  | -  | 11  | 1   | 0.09 |
| U. C. Sampdoria · Italia | Total club    | Total club    | 63  | 9   | 10 | 4  | 0  | 0  | 73  | 13  | 0.18 |
| Total carrera | Total carrera | Total carrera | 466 | 121 | 62 | 20 | 79 | 17 | 627 | 158 | 0.25 |
| (1) Resaltadas las temporadas como Balón de Oro (Se otorga a final de año natural, esto es en la temporada siguiente, la señalada). (2) Incluye datos de Copa del Rey (1953-61) / Coppa Italia y desempate por el título de liga. (3) Incluye datos de Copa de Ferias (1957-62 y 1969-70); Copa de Europa (1959-67), Copa Intercontinental (1964-66). (4) No incluye datos de partidos amistosos. |               |               |     |     |    |    |    |    |     |     |      |

#### Como entrenador
| Clubes                 | Clubes    | Clubes            |
| Club                   | Periodo   | País              |
| ---------------------- | --------- | ----------------- |
| Inter de Milán         | 1975      | Bandera de Italia |
| U. C. Sampdoria        | 1975      | Bandera de Italia |
| SPAL                   | 1975-76   | Bandera de Italia |
| Como                   | 1976-77   | Bandera de Italia |
| Cagliari               | 1977-78   | Bandera de Italia |
| Deportivo de La Coruña | 1978-79   | Bandera de España |
| Inter de Milán         | 1992      | Bandera de Italia |
| Albacete Balompié      | 1994      | Bandera de España |
| Inter de Milán         | 1995      | Bandera de Italia |
| Selecciones            |           |                   |
| Equipo                 | Periodo   | País              |
| España sub-21          | 1980-1988 | Bandera de España |
| España                 | 1988-1991 | Bandera de España |

## Palmarés

### Como jugador

#### Títulos nacionales
| Título             | Club                 | Año  |
| ------------------ | -------------------- | ---- |
| Copa               | C. F. Barcelona      | 1957 |
| Campeonato de Liga | C. F. Barcelona      | 1959 |
| Copa               | C. F. Barcelona      | 1959 |
| Campeonato de Liga | C. F. Barcelona      | 1960 |
| Campeonato de Liga | F. C. Internazionale | 1963 |
| Campeonato de Liga | F. C. Internazionale | 1965 |
| Campeonato de Liga | F. C. Internazionale | 1966 |

### Campeonatos internacionales
| Título                | Equipo               | Sede         | Año  |
| --------------------- | -------------------- | ------------ | ---- |
| Eurocopa              | Selección de España  | España       | 1964 |
|                       |                      |              |      |
| Copa de Ferias        | C. F. Barcelona      | Barcelona    | 1958 |
| Copa de Ferias        | C. F. Barcelona      | Barcelona    | 1960 |
| Copa de Europa        | F. C. Internazionale | Viena        | 1964 |
| Copa Intercontinental | F. C. Internazionale | Madrid       | 1964 |
| Copa de Europa        | F. C. Internazionale | Milán        | 1965 |
| Copa Intercontinental | F. C. Internazionale | Buenos Aires | 1965 |

### Distinciones individuales
| Distinción      | Año  |
| --------------- | ---- |
| Balón de Oro    | 1960 |
| Balón de Plata  | 1961 |
| Balón de Plata  | 1964 |
| Balón de Bronce | 1965 |

## Condecoraciones
| Distinción                                       | Año  |
| ------------------------------------------------ | ---- |
| Medalla de Oro - Real Orden del Mérito Deportivo | 2001 |

## Fallecimiento
Suárez falleció en la madrugada del 9 de julio del 2023 a los 88 años de edad, tras una breve enfermedad, noticia confirmada por el expresidente del Inter Milan Massimo Moratti, quien estuvo hospitalizado en el Hospital Niguarda de la ciudad homónima, antes que Suárez falleciera.

## Filmografía
- Entrevista biográfica TVG (2-5-2015), «Luis Suárez, 80 aniversario» en crtvg.es[18]
- Reportaje UEFA (15-5-2013), «Luis Suárez, rememorando la Eurocopa 1964» en uefa.com